# Tetrahydrothiophen
Tetrahydrothiophen (THT) ist ein gesättigter Schwefel-Heterocyclus.

## Gewinnung und Darstellung
Tetrahydrothiophen kann aus Tetrahydrofuran und Schwefelwasserstoff gewonnen werden.

## Eigenschaften
Tetrahydrothiophen ist eine farblose Flüssigkeit und bereits in einer Konzentration von 0,001 ppm riechbar (erinnert an faule Eier, Knoblauch, Steinkohlengas).
- Viskosität: 1,042 cp (bei 20 °C)
- Schwefelgehalt: 36,2 % (Massenanteil)
- Flammpunkt 13 °C[2]
- untere Explosionsgrenze (UEG): 1,1 Vol.-% (Luft bei 20 °C, 1013 hPa)[2]
- obere Explosionsgrenze (OEG): 12,3 Vol.-% (Luft bei 20 °C, 1013 hPa)[2]
- Zündtemperatur 200 °C[2]

## Verwendung
THT wird als Odoriermittel (Odor = Geruch; Geruchstoff) in Erdgas eingesetzt. Da Erdgas nahezu geruchlos ist, impfen die regionalen Gasversorger Erdgas in ihren Gas-Druckregelanlagen/Gas-Druckregel- und Messanlagen mit einer Konzentration von etwa 20 mg·m−3, um frühzeitig vor einer eventuell undichten Rohrinstallation zu warnen. THT ist neben seinem unverwechselbaren Geruch chemisch stabil. Aus undichten erdverlegten Leitungen ausgetretenes THT wird vom Erdboden schlecht absorbiert. Deshalb kann infolge von Rohrleitungsdefekten der Geruch auch an die Oberfläche treten. Bei der Verbrennung mit Erdgas verbrennt es jedoch geruchlos.

## Sicherheitshinweise
Als freigesetzte Flüssigkeit verdunstet THT sehr schnell und kann bei Vermischung mit Luft leicht entzündbare Dämpfe bilden, denn die untere Explosionsgrenze liegt bei 1,1 Volumen-%, die Zündtemperatur bei 200 °C, der Flammpunkt bei 13 °C. THT ist bezüglich des Brand- und Explosionsrisikos mit Benzin vergleichbar. Dämpfe von THT sind schwerer als Luft und reizen Augen, Atemwege und die Haut. Flüssig wird es auch über die Haut aufgenommen. Der LD50-Wert (oral, Ratte) liegt bei 1750 mg·kg−1.